# Tonkochourovka
Tonkochourovka (Тонкошуровка, autrefois Pfannenstiel) est un petit village du Kazakhstan-Septentrional appartenant au raïon d'Essil (dont le siège est à Yavlenka). C'est le siège d'une paroisse catholique qui rayonne sur les villages alentour.

## Histoire
Le village a été fondé en 1909 par des paysans allemands (de la Volga) du gouvernement de Saratov, de confession catholique. Ils étaient originaires du village de Marienthal (Vallée de Marie, aujourd'hui Sovietskoïé) sur la rive gauche de la rivière Bolchoï Karaman. Deux cultivateurs (Gassmann et Becker) sont envoyés en éclaireurs sur les lieux de la colonie. Les autorités impériales permettaient alors des exemptions d'impôts et des aides à la construction pour les colons allemands de la Volga ou les colons russes des provinces européennes désireux de s'installer sur ces steppes vierges au climat extrêmement continental. Mais ces promesses n'étaient pas toujours respectées. En février 1910, ce sont quatorze familles de Marienthal qui arrivent ici. Le village est fondé sous le nom de Pfannenstiel. Ils construisent une église.
Une tentative de coopérative a lieu en 1925, mais échoue. Le village est finalement collectivisé en 1930. Un kolkhoze est mis en place sous le nom de « Frieden », ce qui signifie paix. Il y a alors soixante-quatre familles. Markus Reigert est élu à la tête du kolkhoze, puis Jakob Ochs. En 1936, l'éducation allemande est interdite et le russe devient obligatoire. L'église est détruite cette même année par une équipe du Komsomol, lors d'une campagne d'athéisme. Dans les années 1950, les rendements augmentent. Le bétail à cornes en 1987 compte trente fois plus de bêtes qu'en 1930. Mais l'exode rural commence dans les années 1960. Il y a 877 habitants en 1987.

## Population
Après la dislocation de l'URSS et l'indépendance du nouveau Kazakhstan en décembre 1991, la population d'origine allemande (devenue russophone depuis deux ou trois générations) émigre en masse en Allemagne. Ce phénomène n'épargne pas le village qui passe en 1999 à 699 habitants. En 2009, la population chute encore à 259 habitants (124 hommes et 135 femmes).

## Culte
Le village possède une église paroissiale catholique (construite de 1991 à 1997) vouée à saint Laurent dont les deux desservants rayonnent sur les villages alentour. Ils ont été aidés au début par des religieuses de la congrégation des Servantes de Jésus dans l'Eucharistie. La paroisse dépend de l'archidiocèse d'Astana.